# Халзанов, Барас Цыретарович
Бара́с Цырета́рович Халза́нов (бур.  Халзанов Сэрээтэрэй Барас; 1 сентября 1938 — 25 ноября 1993) — советский, российский и бурятский киноактёр, кинорежиссёр и поэт, член Союза кинематографистов СССР, член Союза писателей России, заслуженный деятель искусств Бурятии, лауреат Государственной премии Республики Бурятия.

## Биография
Родился в улусе Жаргаланта Селенгинского аймака Бурят-Монгольской АССР. Учился в Жаргалантуйской начальной, затем в Загустайской средней школе. В школьные годы начал писать стихи, которые печатались в газетах «Красная Селенга», «Буряад-Монголой унэн» и других.
Поступил в Бурятский педагогический институт на факультет бурятского языка и литературы. Увлёкся кино, пробовал писать киносценарии. После второго курса уехал в Москву поступать во Всесоюзный институт кинематографии (ВГИК), однако был призван в Советскую армию — четыре года служил на Тихоокеанском флоте. Уже после службы поступил во ВГИК на факультет кинорежиссуры, где учился у Александра Столпера.
Дипломной работой Халзанова стал короткометражный художественный фильм «Белая лошадь», затем по своему сценарию поставил кинокартину «Последний угон». Фильмы снимались в Бурятии с участием артистов Бурятского академического театра драмы. Картина «Белая лошадь» получила медаль на первом Международном кинофестивале в Ташкенте в 1968 году.
В 1967 году Халзанов окончил ВГИК и был распределён на Свердловскую киностудию, где снял художественные фильмы: «Кочующий фронт», «Открытие», «Горький можжевельник», «В ночь лунного затмения», «Нет чужой земли», документальный фильм «Батожабай» (о Д. О. Батожабае) и другие.
Будучи режиссёром, Халзанов уже в 1968 году играл в своём фильме «Последний угон». В последней своей картине, «Сон в начале тумана», исполнял одну из главных ролей. Из-за смерти режиссёра персонажа озвучил актёр Александр Демьяненко.
Умер после натурных съёмок фильма «Сон в начале тумана» на Чукотке 25 ноября 1993 года.

## Фильмография

### Актёрские работы
- 1968 — Последний угон — Абдай
- 1976 — День семейного торжества — Николай Иванович
- 1978 — В ночь лунного затмения — Рыскул-бей
- 1994 — Сон в начале тумана — Орво

### Режиссёрские работы
- 1966 — Белая лошадь
- 1968 — Последний угон
- 1971 — Кочующий фронт
- 1973 — Открытие
- 1976 — День семейного торжества
- 1978 — В ночь лунного затмения
- 1981 — Против течения
- 1985 — Горький можжевельник
- 1990 — Нет чужой земли
- 1992 — Шестьдесят беглецов
- 1994 — Сон в начале тумана (по мотивам одноимённого романа Юрия Рытхэу)

## Автор книг
Барас Халзанов — автор семи поэтических сборников. Среди них:
- Голоса травы: стихи / пер. с бурят. В. Карпеко. — М.: Современник, 1974.
- Младшему брату: стихотворения / пер. с бурят. О. Шестинского. — М.: Современник, 1987.
- Трава и ветер: стихи: пер. с бурят. — Свердловск: Средне-Урал. кн. изд−во, 1985.

## Память
На родине первого бурятского кинорежиссёра в улусе Жаргаланта действует музей, средняя школа носит имя Бараса Халзанова. В 2013 году установлен памятник-бюст.